# Hugo Bargas
Pour les articles homonymes, voir Bargas.
Ángel Hugo Bargas, né le 29 octobre 1946 à Buenos Aires, est un footballeur international argentin qui évoluait au poste de défenseur central. Après sa carrière de joueur, il se reconvertit en entraîneur.

## Biographie
Ce défenseur est repéré par Robert Budzynski alors qu'il évolue avec le club argentin de Chacarita Juniors. Il arrive à Nantes en 1973 pour devenir titulaire en défense centrale. Il joue son premier match le 25 février 1973 avec Nantes contre Sochaux (1-0). 
Il rejoint le FC Metz en 1979, où il reste deux ans. Il termine sa carrière en deuxième division au CS Cuiseaux-Louhans puis au Puy en 1985. 
Au total, il dispute 252 matchs en première division française, 4 matchs en Coupe d'Europe des clubs champions et 6 matchs en Coupe UEFA. 
Hugo Bargas compte 30 sélections en équipe d'Argentine A pour un but marqué. Il participe à la Coupe du monde 1974 avec cette équipe.
Après sa retraite de joueur, Hugo Bargas entame une carrière de technicien au Puy avant d'aller entraîner en Belgique puis en Argentine. Durant trois ans, il assume une mission de repérage pour le compte du FC Nantes, étant notamment à l'origine de la venue de Nestor Fabbri dans l'hexagone.
Son fils prénommé Hugo Christophe est devenu lui aussi footballeur professionnel. Il possède la nationalité française, étant né au Puy-en-Velay à l'époque où son père entraînait le CO Le Puy. 

## Palmarès
- 30 sélections et 1 but en équipe d'Argentine entre 1971 et 1974
- Champion d'Argentine (Metropolitano) en 1969 avec Chacarita Juniors
- Champion de France en 1973 et 1977 avec le FC Nantes
- Vainqueur de la Coupe de France en 1979 avec le FC Nantes
- Finaliste de la Coupe de France en 1973 avec le FC Nantes
- Élu footballeur argentin de l'année en 1972